# UEC Saturn
Pour les articles homonymes, voir UEC et Saturn.
UEC Saturn (ОДК Сатурн en russe, depuis le 1er juillet 2017, anciennement NPO Saturn) est un fabricant russe de turbines et de turboréacteurs, créé en 2001 par la fusion de Rybinsk et Lyoulka-Saturn.

## Historique

### Rybinsk
Le 20 octobre 1916, Renault implante une usine dans la ville de Rybinsk, à 200 km au nord de Moscou. En 1917, l'usine produit des moteurs destinés à équiper le Russo-Balt Ilya Muromets, notamment conçu par Igor Sikorsky. En 1918, quelque temps après la Révolution d'Octobre et l'arrivée des bolcheviks au pouvoir, l'usine est nationalisée. En 1920 l'usine est renommée Usine automobile d'état n°3, et spécialisée dans la réparation de véhicule. En 1924, la production de moteur d'avion débute et l'usine prend le nom de Usine d'aviation d'état n°6. En 1928, à la suite d'une nouvelle réorganisation, l'usine alors dirigée par V.N. Pavlov prend le nom d'OKB-26 et produit notamment le moteur M-100. En 1941, du fait du risque de l'invasion allemande de Moscou, les installations sont déménagées à Oufa, où elles sont rejointes par les employés du KB-2 de Voronej. L'installation prend le nom d'OKB-250, et est dirigée par Vladimir Alekseevich Dobrynin. À la fin de l'année 1942, la production reprend à Rybinsk, qui devient l'OKB-36. En 1943, OKB-250 a également été transféré à Rybinsk.

### Lyoulka
Au début des années 1930, Arkhip Lyoulka travaille à l'usine de turbogénération de Kharkov. En 1938, Lyoulka fonde son bureau d'étude qui prend le nom d'OKB-165, en lien avec l'Institut d'Aviation de Kharkov. De 1939 à 1941, Lyoulka travaille sur la conception du premier turboréacteur, mais est contraint d'abandonner ses recherches et est évacué vers les montagnes de l'Oural, pour travailler sur des moteurs Diesel à Tcheliabinsk. À la Suite de l'échec du projet d'avion-fusée Bereznyak-Issaïev BI-1, il est rappelé  pour reprendre ses travaux sur les moteurs à réaction à Moscou. En 1945, ils aboutissent au Lyoulka TR-1, le premier turboréacteur soviétique. 
Au cours de la Guerre froide, les moteurs ont propulsé plusieurs avions de l'ancien Bloc de l'Est, comme le Tupolev Tu-154.

### Après la fusion
NPO Saturn est créé en 2001 par la fusion Rybinsk et Lyoulka.
En 2004, NPO Saturn s'accorde pour la création d'une coentreprise (PowerJet)avec Safran Aircraft Engines destinée à la commercialisation du réacteur SaM146.
En 2008, un consortium est créé permettant de regrouper les motoristes aéronautiques russes dont NPO Saturn, nommé United Engine Corporation. En 2017, la société devient UEC Saturn.
La société produit également des moteurs pour navires de guerre.

## Turboréacteurs

### Simple flux
Lyoulka
- AL-7
- AL-21
- AL-32

### Double flux
Lyoulka
- AL-31
- AL-32
- AL-41

NPO Saturn

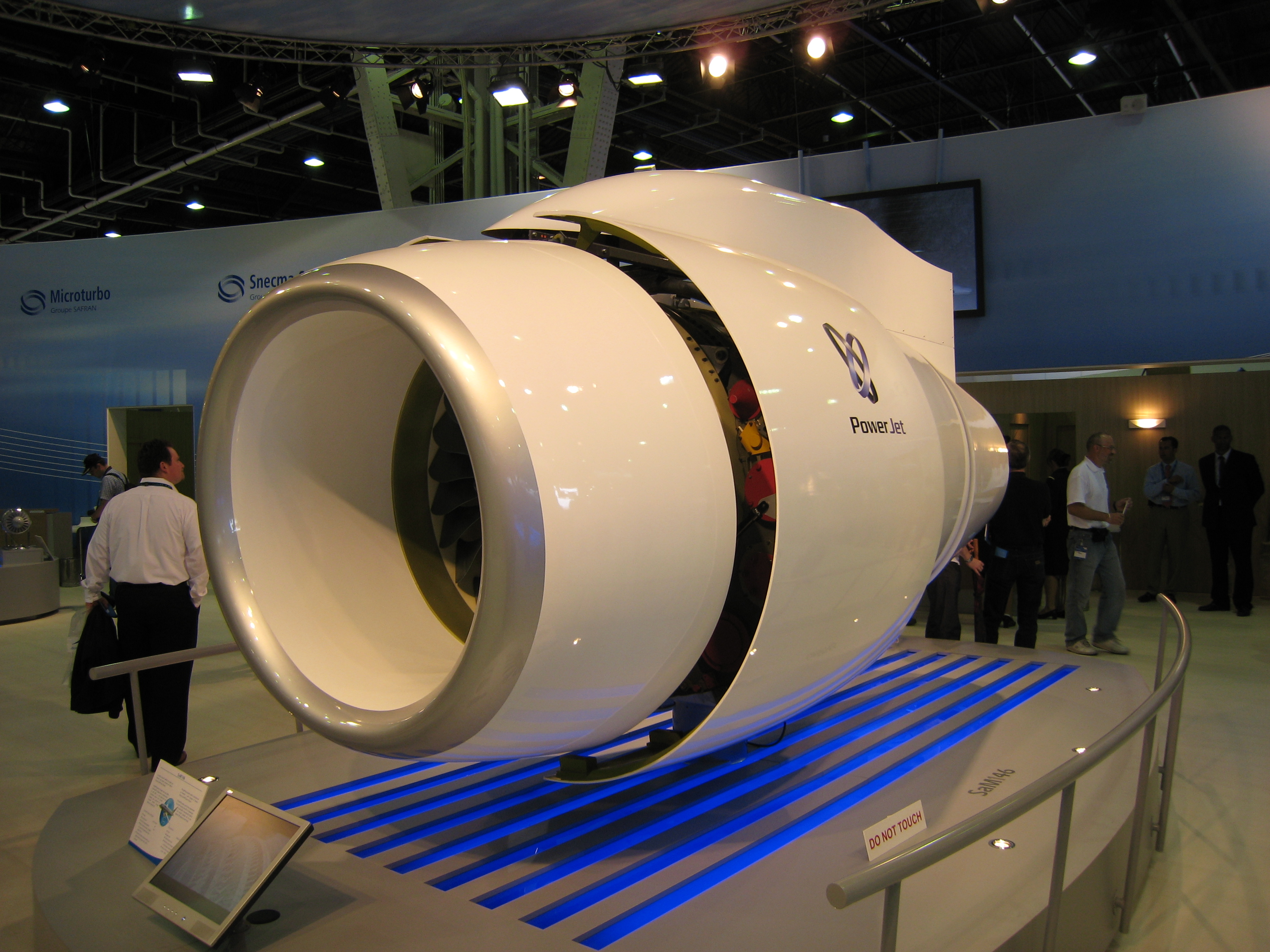
PowerJet SaM146 au Salon du Bourget 2007.

- PowerJet SaM146 (50/50 avec Safran Aircraft Engines), initialement AL-146
- AL-55

### Turbopropropulseur
- TVD-1500B

### Sources
- (en) Cet article est partiellement ou en totalité issu de l’article de Wikipédia en anglais intitulé « NPO Saturn » (voir la liste des auteurs).